# Розвилл (город, Миннесота)
Розвилл (англ. Roseville) — город в округе Рамси, штат Миннесота, США. На площади 35,8 км² (34,3 км² — суша, 1,5 км² — вода), согласно переписи 2002 года, проживают 33 690 человек. Плотность населения составляет 982,2 чел./км².
- Телефонный код города — 651
- Почтовый индекс — 55112, 55113, 55126
- FIPS-код города — 27-55852[1]
- GNIS-идентификатор — 0650298[2]

## Спорт
В городе в 1995 году на стадионе «Джон Роуз Овал» прошёл чемпионат мира по хоккею с мячом среди мужчин, а в 2006 году чемпионат мира по хоккею с мячом среди женщин. В 2015 году прошёл чемпионат мира по хоккею с мячом среди девушек не старше 17 лет. В 2016 году в городе на том же стадионе вновь проводился чемпионат мира по хоккею с мячом среди женщин.